# Liste d'auteurs de science-fiction
Ne doit pas être confondu avec Liste d'auteurs de littérature fantastique.
Cette page liste des auteurs de science-fiction notoires.

## Afrique

### Afrique du Sud
- Lauren Beukes (1976-)
- Deon Meyer (1958-)

### Algérie
- Safia Ketou (1944-1989)

### Nigéria
- Tade Thompson (britannique d'origine nigériane)
- Nnedi Okorafor (américaine d'origine nigériane) (1974)

## Amérique

### Argentine
- Angélica Gorodischer (1928-2022)
- Magdalena Mouján (1926-2005)

### Brésil
- R. F. Lucchetti (1930-2024)

### Canada

#### Anglophones
- Margaret Atwood (1939-)
- John Clute (1940-)
- Michael Coney (1932-2005)
- Craig Davidson (écrivain) (1976-)
- James De Mille (1833-1880)
- Cory Doctorow (1971-)
- Candas Jane Dorsey (1952-)
- Amal El-Mohtar (1984-)
- Steven Erikson (1959-)
- Nalo Hopkinson (1960-)
- Tanya Huff (1957-)
- Drew Karpyshyn (1971-)
- Donald Kingsbury (1929-)
- Gordon Korman (1963-)
- Rich Larson (1992-)
- Fonda Lee (1979)
- Silvia Moreno-Garcia (1981-)
- Sylvain Neuvel (1973-)
- Spider Robinson (1948-)
- Kelly Robson (1967-)
- Michelle Rowen (1971-)
- Geoff Ryman (1951-)
- Robert J. Sawyer (1960-)
- Karl Schroeder (1962-)
- Stephen Michael Stirling (1953-)
- Dennis E. Taylor
- A. E. van Vogt (1912-2000)
- Chelsea Vowel
- Peter Watts (1958-)
- Thomas Wharton (1963-)
- Robert Charles Wilson (1953-)
- Susan Wood (1948-1980)
- Xiran Jay Zhao

#### Francophones
- Mehdi Bouhalassa (1973-)
- Joël Champetier (1957-2015)
- Philippe-Aubert Côté (1981-)
- Éric Gauthier (1975-)
- Michèle Gavazzi (1973-)
- Michèle Laframboise (1960-)
- Serge Lamothe (1963-)
- Gautier Langevin (1984-)
- Martin Lessard (1971-2018)
- Francine Pelletier (1959-)
- Esther Rochon (1948-)
- Maxime Roy-Desruisseaux (1987-)
- Daniel Sernine (1955-)
- Jean-Louis Trudel (1967-)
- Vic Verdier (1976-)
- Élisabeth Vonarburg (1947-)

### Chili
- Alejandro Jodorowsky (1929-)

### Cuba
- Daína Chaviano (1957-)
- Oscar Hurtado (1919-1977)

### États-Unis

#### Anglophones
- Robert Abernathy (1924-1990)
- Daniel Abraham (1969-)
- Aaron Allston (1960-2014)
- Steve Alten (1959-)
- Charlie Jane Anders (1969-)
- Jodi Lynn Anderson
- Kevin J. Anderson (1962-)
- Poul Anderson (1926-2001)
- Patricia Anthony (1947-2013)
- Piers Anthony (1934-)
- Ryka Aoki
- Jennifer Armentrout (1980-)
- Eleanor Arnason (1942-)
- Isaac Asimov (1920-1992)
- Alfred Angelo Attanasio (1951-)
- Kage Baker (1952-2010)
- Scott Baker (1947-)
- Steven Barnes (1952-)
- Marleen Barr (1953-)
- T. J. Bass (1932-2011)
- Greg Bear (1951-2022)
- Ellen Beeman (1964-)
- Robert Ames Bennet (1870-1954)
- Robert Jackson Bennett (1984-)
- Gregory Benford (1941-)
- Thomas Berger (1924-2014)
- Alfred Bester (1913-1987)
- Bruce Bethke (1955-)
- Lloyd Biggle, Jr. (1923-2002)
- David Bischoff (1951-2018)
- Michael Bishop (1945-2023)
- Terry Bisson (1942-2024)
- Jerome Bixby (1923-1998)
- James Blish (1921-1975)
- Michael Blumlein (1948-2019)
- Nancy Bogen (1932-)
- Nelson S. Bond (1908-2006)
- Anthony Boucher (1911-1968)
- Ben Bova (1932-2020)
- John Boyd (1919-2013)
- Leigh Brackett (1915-1978)
- Ray Bradbury (1920-2012)
- Marion Zimmer Bradley (1930-1999)
- Mary E. Bradley Lane (1844-1930)
- Gillian Bradshaw (1956-)
- David Brin (1950-)
- Terry Brooks (1944-)
- Fredric Brown (1906-1972)
- Rosel George Brown (1926-1967)
- Algis Budrys (1931-2008)
- Lois McMaster Bujold (1949-)
- Chris Bunch (1943-2005)
- Sue Burke (1955-)
- Edgar Rice Burroughs (1875-1950)
- Octavia E. Butler (1947-2006)
- Lyon Sprague de Camp (1907-2000)
- John W. Campbell (1910-1971)
- Orson Scott Card (1951-)
- Florence Carpenter Dieudonné (1850-1927)
- Robert Spencer Carr (1909-1994)
- Gail Carriger (1976-)
- Rae Carson (1973-)
- Adam-Troy Castro (1960-)
- Becky Chambers (1985-)
- Fred Chappell (1936-2024)
- Louis Charbonneau (1924-2017)
- C. J. Cherryh (1942-)
- Mark Cheverton
- Ted Chiang (1967-)
- P. Djèlí Clark (1971-)
- Jo Clayton (1939-1998)
- Theodore Cogswell (1918-1987)
- Alyssa Cole (1982-)
- Ally Condie (1978-)
- James S. A. Corey
- Larry Correia (1975-)
- Matthew J. Costello (1948-)
- Greg Costikyan (1959-)
- Arthur Byron Cover (1950-)
- Dan Cragg (1939-)
- Michael Crichton (1942-2008)
- Annie Denton Cridge (1825-1875)
- Ann C. Crispin (1950-2013)
- Blake Crouch (1978-)
- John Crowley (1942-)
- Elaine Cunningham (1957-)
- Brian C. Daley (1947-1996)
- Peter David (1956-2025)
- Delilah S. Dawson (1977-)
- Samuel R. Delany (1942-)
- Lester del Rey (1915-1993)
- Troy Denning (1958-)
- Ansen Dibell (1942-2006)
- Philip K. Dick (1928-1982)
- Gordon R. Dickson (1923-2001)
- William Dietz (1945-)
- Thomas M. Disch (1940-2008)
- Gardner R. Dozois (1947-2018)
- David Drake (1945-2023)
- Kathryn M. Drennan
- L. Timmel Duchamp (1950-)
- Tananarive Due (1966-)
- David Anthony Durham (1969-)
- George Alec Effinger (1947-2002)
- Phyllis Eisenstein (1946-2020)
- Gordon Eklund (1945-)
- Meg Elison (1982-)
- Harlan Ellison (1934-2018)
- Carol Emshwiller (1921-2019)
- Linda Evans (1958-)
- Richard Paul Evans (1962-)
- Kat Falls (1964-)
- Beth Fantaskey (1965-)
- Philip José Farmer (1918-2009)
- Edgar Fawcett (1847-1904)
- Jack Finney (1911-1995)
- Michael F. Flynn (1947-2023)
- Eric Flint (1947-2022)
- Namina Forna (1987-)
- Katherine V. Forrest (1939-)
- William R. Forstchen (1960-)
- Robert Forward (1932-2002)
- Alan Dean Foster (1946-)
- Celia S. Friedman (1957-)
- Mark Frost (1953-)
- Jason Fry (1969-)
- Raymond Z. Gallun (1911-1994)
- Daniel F. Galouye (1920-1976)
- Sally Miller Gearhart (1931-)
- Hugo Gernsback (1884-1967)
- David Gerrold (1944-)
- William Gibson (1948-)
- Adam Gidwitz (1982-)
- Alexis A. Gilliland (1931-)
- Carolyn Ives Gilman (1954-)
- Charlotte Perkins Gilman (1860-1935)
- John Gilstrap (1957-)
- Max Gladstone (1984-)
- Donald F. Glut (1944-)
- Parke Godwin (1929-2013)
- Christie Golden (1963-)
- Christopher Golden (1967-)
- Stephen Goldin (1947-)
- Lisa Goldstein (1953-)
- Jewelle Gomez (1948-)
- Kathleen Ann Goonan (1952-2021)
- Ron Goulart (1933-2022)
- Claudia Gray (1970-)
- Roland J. Green (1944-)
- Daryl Gregory (1965-)
- Mary Griffith (1772-1846)
- Fabrice Guerrier (1991-)
- Eileen Gunn (1945-)
- James E. Gunn (1923-2020)
- Karen Haber (1955-)
- Margaret Peterson Haddix (1964-)
- Isidore Haiblum (1935-2012)
- Joe Haldeman (1943-)
- Barbara Hambly (1951-)
- Edmond Hamilton (1904-1977)
- Elizabeth Hand (1957-)
- L. Taylor Hansen (1897-1976)
- Clare Winger Harris (1891-1968)
- Harry Harrison (1925-2012)
- Alix E. Harrow (1989-)
- Simon Hawke (1951-)
- Kevin Hearne (1970-)
- Robert A. Heinlein (1907-1988)
- John G. Hemry (1956-)
- Zenna Henderson (1917-1983)
- Howard V. Hendrix (1959-)
- Brian Herbert (1947-)
- Frank Herbert (1920-1986)
- Lynn S. Hightower (1956-)
- William Hjortsberg (1941-2017)
- Robin Hobb (1952-)
- Nina Kiriki Hoffman (1955-)
- Castello Holford (1845-1905)
- S. L. Huang
- L. Ron Hubbard (1911-1986)
- Jobie Hughes (1980-)
- Kameron Hurley (1980-)
- Greg Iles (1960-2025)
- Justina Ireland (1985-)
- John Jakes (1932-2023)
- N. K. Jemisin (1972-)
- Jane Jensen (1963-)
- K. W. Jeter (1950-)
- George Clayton Johnson (1929-2015)
- Kij Johnson (1960-)
- Alice Eleanor Jones (1916-1981)
- Raymond F. Jones (1915-1994)
- James Kahn (1947-)
- Paul S. Kemp (1969-)
- Daniel Keyes (1927-2014)
- Gregory Keyes (1963-)
- Donald Keyhoe (1897-1988)
- Virginia Kidd (1921-2003)
- Tabitha King (1949-)
- Alexandra Kleeman (1986-)
- Jeffrey Kluger (1954-)
- Damon Knight (1922-2002)
- David Koepp (1963-)
- J. A. Konrath (1970-)
- Dean Koontz (1945-)
- Cyril M. Kornbluth (1923-1958)
- Nancy Kress (1948-)
- Michael P. Kube-McDowell (1954-)
- Henry Kuttner (1915-1958)
- Mur Lafferty (1973-)
- Raphael Aloysius Lafferty (1914-2002)
- Keith Laumer (1925-1993)
- Stephen R. Lawhead (1950-)
- Ursula K. Le Guin (1929-2018)
- Ann Leckie (1966-)
- Yoon Ha Lee (1979-)
- Fritz Leiber (1910-1992)
- Stephen Leigh (1951-)
- Eleanor Lerman (1952-)
- Brad Linaweaver (1952-2019)
- Jane Lindskold (1962-)
- Holly Lisle (1960-)
- Ken Liu (1976-)
- Richard Adams Locke (1800-1871)
- Barry B. Longyear (1942-2025)
- H. P. Lovecraft (1890-1937)
- Marie Lu (1984-)
- Richard A. Lupoff (1935-2020)
- Elizabeth A. Lynn (1946-)
- James Luceno (1947-)
- Roger MacBride Allen (1957-)
- Carmen Maria Machado (1986-)
- Katherine MacLean (1925-2019)
- Tom Maddox (1945-2022)
- Tahereh Mafi (1988-)
- Barry N. Malzberg (1939-2024)
- Louise Marley (1952-)
- George R. R. Martin (1948-)
- Arkady Martine (1985-)
- Richard Matheson (1926-2013)
- Julian May (1931-2017)
- Anne McCaffrey (1926-2011)
- Cormac McCarthy (1933-2023)
- Wil McCarthy (1966-)
- Nick McDonell (1984-)
- Seanan McGuire (1978-)
- Vonda McIntyre (1948-2019)
- Suzy McKee Charnas (1939-2023)
- Richard McKenna (1913-1964)
- Dean McLaughlin (1931-)
- Judith Merril (1923-1997)
- Abraham Merritt (1884-1943)
- Marissa Meyer (1984-)
- Victor Milán (1954-2018)
- John Jackson Miller (1968-)
- John J. Miller (1954-2022)
- Sam J. Miller (1979-)
- Walter M. Miller (1923-1996)
- Kirk Mitchell (1950-)
- Laura J. Mixon (1957-)
- Mary Anne Mohanraj (1971-)
- Sarah Monette (1974-)
- Elizabeth Moon(1945-)
- Catherine Lucille Moore (1911-1987)
- Ward Moore (1903-1978)
- Kass Morgan (1984-)
- Chris Moriarty (1968-)
- Janet Morris (1946-)
- Thomas Mullen (1974-)
- Pat Murphy (1955-)
- Ramez Naam
- Jamil Nasir (1955-)
- Alan Nelson (1911-1966)
- Ray Faraday Nelson (1931)
- Patrick Ness (1971-)
- Annalee Newitz (1969-)
- Audrey Niffenegger (1963-)
- Larry Niven (1938-)
- William F. Nolan (1928-2021)
- John Norman (1931-)
- Andre Norton (1912-2005)
- Alan E. Nourse (1928-1992)
- Andrew J. Offutt (1934-2013)
- Kevin O'Donnell (1950-2012)
- Daniel José Older
- Chad Oliver (1928-1993)
- Lauren Oliver (1982-)
- Robert K. Ottum (1925-1986)
- Lewis Padgett (1911-1987) et (1915-1958)
- Ada Palmer (1981-)
- Raymond A. Palmer (1910-1977)
- Edgar Pangborn (1909-1976)
- Alexei Panshin (1940-2022)
- Christopher Paolini (1983-)
- Matt de la Peña
- Steve Perry (1947-)
- Rog Phillips (1909-1966)
- Marge Piercy (1936-)
- Sarah Pinsker
- Frederik Pohl (1919-2013)
- Rachel Pollack (1945-2023)
- Arthur Porges (1915-2006)
- Jerry Pournelle (1933-2017)
- Bill Pronzini (1943-)
- Tom Purdom (1936-2024)
- Michael Reaves (1949-2023)
- Kit Reed (1937-2017)
- Mike Resnick (1942-2020)
- Frank Riley (1915-1996)
- John Ringo (1963-)
- Rebecca Roanhorse (1971-)
- John Maddox Roberts (1947-2024)
- Kim Stanley Robinson (1952-)
- Gene Roddenberry (1921-1991)
- Michaela Roessner (1950-)
- Mary Rosenblum (1952-2018)
- Madeleine Roux (1985-)
- Greg Rucka (1969-)
- Matt Ruff (1965-)
- Kristine Kathryn Rusch (1960-)
- Joanna Russ (1937-2011)
- Mary Doria Russell (1950-)
- Fred Saberhagen (1930-2007)
- Robert Anthony Salvatore (1959-)
- Joseph Samachson (1906-1980)
- Sofia Samatar (1971-)
- Pamela Sargent (1948-)
- John Scalzi (1969-)
- James H. Schmitz (1911-1981)
- Joe Schreiber (1969-)
- J. Neil Schulman (1953-2019)
- George H. Scithers (1929-2010)
- Melissa Scott (1960-)
- Joseph Shallit (1915-1995)
- Michael Shea (1946-2014)
- Robert Sheckley (1928-2005)
- Lucius Shepard (1943-2014)
- David Sherman (1958-)
- Lewis Shiner (1950-)
- Scott Sigler (1969-)
- Adam Silvera (1990-)
- Robert Silverberg (1935-)
- Clifford D. Simak (1904-1988)
- Dan Simmons (1948-)
- Linnea Sinclair (1954-)
- Linda Joy Singleton (1957-)
- David J. Skal (1952-2024)
- John T. Sladek (1937-2000)
- Joan Slonczewski (1956-)
- Cordwainer Smith (1913-1966)
- Edward Elmer Smith (1890-1965)
- Roland Smith (1951-)
- Sherwood Smith (1951-)
- Lucy A. Snyder (1971-)
- Rivers Solomon (1989-)
- Charles Soule
- Caroline Spector (1958-)
- Norman Spinrad (1940-)
- Michael A. Stackpole (1957-)
- Starhawk (1951-)
- Neal Stephenson (1959-)
- George R. Stewart (1895-1980)
- Sean Stewart (1965-)
- Bruce Sterling (1954-)
- Stephen Michael Stirling (1953-)
- Leslie F. Stone (1905-1991)
- Matthew Stover (1962-)
- Joseph Michael Straczynski (1954-)
- Todd Strasser (1950-)
- T. S. Stribling (1881-1965)
- Theodore Sturgeon (1918-1985)
- Daniel Suarez (1964-)
- Michael J. Sullivan (1961-)
- Tricia Sullivan (1968-)
- Michael Swanwick (1950-)
- John Taine (1883-1960)
- William Tenn (1920-2010)
- Sheri S. Tepper (1929-2016)
- Walter Tevis (1928-1984)
- Sheree R. Thomas (1972-)
- James Tiptree, Jr (1915-1987)
- Harry Turtledove (1949-)
- Kathy Tyers (1952-)
- Mark Twain (1835-1910)
- Catherynne M. Valente (1979-)
- Genevieve Valentine (1981-)
- Jack Vance (1916-2013)
- Jeff VanderMeer (1968-)
- John Varley (1947-)
- Joan D. Vinge (1948-)
- Vernor Vinge (1944-2024)
- Kurt Vonnegut (1922- 2007)
- Howard Waldrop (1946-2024)
- Claire Vaye Watkins (1984-)
- William John Watkins (1942-)
- Jude Watson
- David Weber (1952-)
- Stanley G. Weinbaum (1902-1935)
- Robert Weinberg (1946-2016)
- Dan Wells (1977-)
- Martha Wells (1964-)
- Chuck Wendig (1976-)
- Sophie Wenzel Ellis (1893-1984)
- Joseph Wesley
- John Anthony West (1932-2018)
- Wallace G. West (1900-1980)
- Donald E. Westlake (1933-2008)
- Ted White (1938-)
- Kate Wilhelm (1928-2018)
- Walter Jon Williams (1953-)
- Jack Williamson (1908-2006)
- Connie Willis (1945-)
- Daniel H. Wilson (1978-)
- Francis Paul Wilson (1946-)
- Ben H. Winters (1976-)
- Bernard Wolfe (1915-1985)
- Gene Wolfe (1931-2019)
- Dave Wolverton (1957-2022)
- Bari Wood (1936-)
- Stephen Woodworth (1967-)
- Patricia C. Wrede (1953-)
- William F. Wu (1951-)
- Rick Yancey (1962-)
- Chelsea Quinn Yarbro (1942-)
- Lisa Yaszek
- Laurence Yep (1948-)
- Robert Franklin Young (1915-1986)
- Timothy Zahn (1951-)
- George Zebrowski (1945-2024)
- Roger Zelazny (1937-1995)

#### Francophones
- John-Antoine Nau (1860-1918)

### Grenade
- Tobias S. Buckell (1979-)

### Mexique
- Rafael Bernal (1915-1972)
- José Luis Zárate (1966-)

### Uruguay
- Fernanda Trías (1976-)

## Asie

### Chine
- Liu Cixin (1963-)
- Hao Jingfang (1984-)
- Han Song (1965-)
- Zheng Wenguang (1929-2003)

### Corée du Sud
- Kim Bo-young (1975-)

### Inde
- Gokulananda Mahapatra (1922-2013)

### Israël
- Lavie Tidhar (1976-)

### Japon
- Motoko Arai (1960-)
- Yoshio Aramaki (1933-)
- Toh Enjoe (1972-)
- Taiyō Fujii (1971-)
- Takehiko Fukunaga (1918-1979)
- Masami Fukushima (1929-1976)
- Gakuto Mikumo (1970-)
- Ryō Hanmura (1933-2002)
- Shin'ichi Hoshi (1926-1997)
- Musashi Kanbe (1948-)
- Yasumi Kobayashi (1962-)
- Sakyō Komatsu (1931-2011)
- Yōji Kondō (1933-2017)
- Tensei Kōno (1935-2012)
- Fuboku Kosakai (1890-1929)
- Kaoru Kurimoto (1953-2009)
- Taku Mayumura (1934-)
- Aki Misaki (1970-)
- Ryū Mitsuse (1928-1999)
- Hiroyuki Morioka (1962-)
- Haruki Murakami (1949-)
- Satoshi Hase (1974-)
- Azusa Noa (1954-)
- Mariko Ōhara (1959-)
- Yoshinori Shimizu (1947-)
- Hiroe Suga (1963-)
- Kōji Suzuki (1957-)
- Katsuhiko Takahashi (1947-)
- Nagaru Tanigawa (1970-)
- Yasutaka Tsutsui (1934-)
- Tow Ubukata (1977-)
- Sayuri Ueda (1964-)
- Jūza Unno (1897-1949)
- Masaki Yamada (1950-)
- Kōichi Yamano (1939-2017)
- Tetsu Yano (1923-2004)
- Baku Yumemakura (1951-)
- Sunao Yoshida (1969-2004)

### Thaïlande
- S. P. Somtow (1952-)
- Benjanun Sriduangkaew
- Pitchaya Sudbanthad (1976-)

## Europe

### Allemagne
- Hans Joachim Alpers (1943-2011)
- Carl Amery (1922-2005)
- Kurt Brand (1917-1991)
- Andreas Brandhorst (1956-)
- Johanna Braun (1929-2008)
- Albert Daiber (1857-1928)
- Rudolf Heinrich Daumann (1896-1957)
- Eberhardt del'Antonio (1926-1997)
- Ludwig Dexheimer (1891-1966)
- Hans Dominik (1872-1945)
- Walter Ernsting (1920-2005)
- Andreas Eschbach (1959-)
- Rainer Fuhrmann (1940-1991)
- Otto Willi Gail (1896-1956)
- Carl Grunert (1865-1918)
- Marcus Hammerschmitt (1967-)
- Otfrid von Hanstein (1869-1959)
- Thea von Harbou (1888-1954)
- Markus Heitz (1971-)
- Oliver Henkel (1973-)
- Oskar Hoffmann (1866-1928)
- Wolfgang Hohlbein (1953-)
- Heidrun Jänchen (1965-)
- Wolfgang Jeschke (1936-2015)
- Annette Juretzki (1984-)
- Bernhard Kellermann (1879-1951)
- Charlotte Kerner (1950-)
- Barbara Kirchner (1970-)
- Marc-Uwe Kling (1982-)
- Robert Kraft (1869-1916)
- Günther Krupkat (1905-1990)
- Kurd Lasswitz (1848-1910)
- Friedrich Wilhelm Mader (1866-1945)
- Klaus Mahn (1934-1993)
- Michael Marrak (1965-)
- Brandon Q. Morris (1966-)
- Paul Alfred Müller (1901-1970)
- Gudrun Pausewang (1928-2020)
- Gert Prokop (1932-1994)
- Carlos Rasch (1932-)
- Wolf Detlef Rohr (1926-1982)
- Emil Sandt (1864-1938)
- Frank Schätzing (1957-)
- Karl Herbert Scheer (1928-1991)
- Paul Scheerbart (1863-1915)
- Peter Schmidt (1944-)
- Paul Eugen Sieg (1899-1950)
- Erik Simon (1950-)
- Curt Siodmak (1902-2000)
- Angela Steinmüller (1941-)
- Karlheinz Steinmüller (1950-)
- Michael Szameit (1950-2014)
- Ludwig Turek (1808-1975)
- Karl-Heinz Tuschel (1928-2005)
- Judith C. Vogt (1981-)
- Julius von Voß (1768-1832)
- Thomas Ziegler (1956-2004)

### Autriche
- Herbert W. Franke (1927-)
- Marlen Haushofer (1920-1970)
- Wilhelm Landig (1909-1997)
- Ursula Poznanski (1968-)

### Belgique

#### Francophones
- Alain Dartevelle (1951-2017)
- Anne Duguël (1945-2015)
- Philippe Ébly (1920-2014)
- Vincent Gallaix (1937-1976)
- Alain Le Bussy (1947-2010)
- Sara Doke (1968-)
- José-André Lacour (1919-2005)
- Adam Possamai (1970-)
- J.-H. Rosny aîné (1856-1940)
- J.-H. Rosny jeune (1859-1948)
- Jacques Sternberg (1923-2006)
- Jean-Gaston Vandel (1913-1995 et 1913-1981)
- Henri Vernes (1918-2021)
- Katia Lanero Zamora (1985-)

### Bulgarie
- Dimităr Angelov (1904-1977)
- Valentin Ivanov (1967-)
- Agop Melkonyan (1949-2006)

### Danemark
- Erwin Neutzsky-Wulff (1949-)
- Anders Bodelsen (1937-)

### Espagne
- Aurora Bertrana (1892-1974)
- Juan Miguel Aguilera (1960-)
- José Ardillo (1969-)
- Elia Barceló (en)
- Miquel Barceló García (1948-2021)
- Gabriel Bermúdez Castillo (1934-2019)
- Santiago Eximeno (1973-)
- Javier Negrete (1964-)
- Maria Antònia Oliver (1946-)
- Francisco García Pavón (1919-1989)
- Frederic Pujulà i Vallès (1877-1962)
- Lola Robles (1963-)
- Susana Vallejo (1968-)
- Montse Watkins (1955-2000)

### Estonie
- Indrek Hargla (1970-)
- Jaan Kaplinski (1941-2021)

### Finlande
- Emmi Itäranta (1976-)
- Leena Krohn (1947-)
- Hannu Rajaniemi (1978-)
- Johanna Sinisalo (1958-)

### France
- Thierry Acot-Mirande (1960-)
- Ludovic Albar (1969-)
- Jean-Claude Albert-Weil (1933-2019)
- Jean-Pierre Andrevon (1937-)
- Ange (1966- et 1964-)
- Guy d'Armen
- G.-J. Arnaud (1928-2020)
- Alexandre Arnoux (1884-1973)
- Alexis Aubenque (1970-)
- Ayerdhal (1959-2015)
- Pierre Bameul (1940-)
- François Baranger (1970-)
- Jacques Barbéri (1954-)
- Pierre Barbet (1925-1995)
- René Barjavel (1911-1985)
- George Barlow (1936-)
- Luce Basseterre (1957-}
- Myrtille Bastard (1985-)
- Marcel Battin (1921-1999)
- Stéphane Beauverger (1969-)
- Elisa Beiram (1990-)
- Octave Béliard (1876-1951)
- Ugo Bellagamba (1972-)
- Paul Bérato (1915-1989)
- Karim Berrouka (1965-)
- Alain Berson (1968-)
- Francis Berthelot (1946-)
- Raoul Bigot (1874-1928)
- Kevin Bokeili (1963-2014)
- Jean Bonnefoy (1950-)
- Pierre Bordage (1955-)
- Paul Borrelli (1959-)
- Nicolas Bouchard (1962-)
- Pierre Boulle (1912-1994)
- Louis-Henri Boussenard (1847-1910)
- Pierre-Jean Brouillaud (1927-)
- Ophélie Bruneau (1979-)
- B. R. Bruss (1895-1980)
- Serge Brussolo (1951-)
- Armand Cabasson (1970-)
- Jérôme Camut (1968-)
- Michel Calonne (1927-)
- Richard Canal (1953-)
- Jean-Michel Calvez (1961-)
- Sabrina Calvo (1974-)
- André Caroff (1924-2009)
- Francis Carsac (1919-1981)
- Christophe Carpentier (1968-)
- Maurice Champagne (1868-1951)
- Lucie Chenu (1960-)
- Raymond Clarinard (1961-)
- Robert Clauzel (1925-2007)
- Fabien Clavel (1978-)
- Fabrice Colin (1972-)
- Fernand Combet (1936-2003)
- Grégoire Courtois (1978-)
- Philippe Curval (1929-)
- Savinien de Cyrano de Bergerac (1619-1655)
- Alain Damasio (1969-)
- Capitaine Danrit (1855-1916)
- Maurice G. Dantec (1959-2016)
- Lionel Davoust (1978-)
- Thomas Day (1971-)
- Max-André Dazergues (1903-1963)
- Jeanne-A Debats (1965-)
- Charlemagne Ischir Defontenay (1814-1856)
- Michel Demuth (1939-2006)
- Sylvie Denis (1963-)
- Pierre Devaux (1901-1966)
- Thierry Di Rollo (1959-)
- Alain Dorémieux (1933-1998)
- Dominique Douay (1944-)
- Daniel Drode (1932-1984)
- Catherine Dufour (1966-)
- Charles Duits (1925-1991)
- Gilles-Maurice Dumoulin (1924-2016)
- Jean-Claude Dunyach (1957-)
- Cécile Duquenne (1988-)
- Maëlig Duval (1979-)
- Patrice Duvic (1946-2007)
- Françoise d'Eaubonne (1920-2005)
- Alex Evans (1965-)
- Jan de Fast (1914-)
- Estelle Faye(1978-)
- Gavriel Howard Feist (1980-)
- Franck Ferric (1979-)
- Jean-Pierre Fontana (1939-)
- Georges Foveau (1964-)
- Fernand François (1900-1991)
- Yves Frémion (1947-)
- Mathieu Gaborit (1972-)
- Arnould Galopin (1863-1934)
- Jean-Pierre Garen (1932-2004)
- Gwen Garnier-Duguy (1972-)
- Henri Gayar (1863-1937)
- Olivier Gechter (1972-)
- Thomas Geha (1976-)
- Laurent Genefort (1968-)
- Aurélie Genêt (1979-)
- Pierre Gévart (1952-)
- Régis Goddyn (1967-)
- Jacques Goimard (1934-2012)
- Philippe Goy (1941-)
- Renée Gouraud d'Ablancourt (1853-1941)
- Christian Grenier (1945-)
- Michel Grimaud (1937-2011 et 1946-2011)
- Léon Groc (1882-1956)
- Paul Gsell (1870-1947)
- Jimmy Guieu (1926-2000)
- Denis Guiot (1948-)
- Corinne Guitteaud (1976-)
- Johan Heliot (1970-)
- Charles Henneberg (1899-1959)
- Nathalie Henneberg (1910-1977)
- Bernard Henninger(1960-)
- Léo Henry(1979-)
- Loïc Henry(1971-)
- Michel Honaker (1958-)
- Jean Hougron (1923-2001)
- Joël Houssin (1953-2022)
- Jean-Pierre Hubert (1941-2006)
- Paul-Jean Hérault (1934-2020)
- Rozenn Illiano (1985-)
- Raymond Iss (1945-)
- Paul d'Ivoi (1856-1915)
- Joseph Jacquin (1866-1949)
- Gabriel Jan (1946-)
- Michel Jeury (1934-2015)
- Emmanuel Jouanne (1960-2008)
- Jess Kaan (1974-)
- Gérard Klein (1937-)
- Laurent Kloetzer (1975-)
- Gabriel Kopp (1951-)
- Jean de La Hire (1878-1956)
- Sylvie Lainé (1957-)
- Alexandre de Lamothe (1823-1897)
- André Laurie (Paschal Grousset) (1844-1909)
- Gabriel de Lautrec (1867-1938)
- Jean Le Clerc de La Herverie (1952-)
- Serge Lehman (1964-)
- Christian Léourier (1948-)
- Gustave Le Rouge (1867-1938)
- Jérôme Leroy (1964-)
- Erik L'Homme (1967-)
- Lieutenant Kijé (1931-)
- Jean-Marc Ligny (1956-)
- Maurice Limat (1914-2002)
- Danielle Martinigol (1949-)
- Bernard Mathon (1945-2000)
- Thierry Maugenest (1964-)
- Xavier Mauméjean (1963-)
- André Maurois (1885-1967)
- Yann Menez (1943-)
- Robert Merle (1908-2004)
- Régis Messac (1893-1945)
- Raymond Milési (1947-)
- David Moitet (1977-)
- Yannick Monget (1979-)
- José Moselli (1882-1941)
- Louis Mullem (1836-1908)
- Lorris Murail (1951-2021)
- Fernand Mysor (1876-1931)
- Lucile Négel (1946-2006)
- Gérard Néry (1922-2010)
- Justine Niogret (1978-)
- Jérôme Noirez (1969-)
- Jean-Pierre Ohl (1959-)
- Jacqueline H. Osterrath (1922-2007)
- Gaëlle Perrin-Guillet (1975-)
- Audrey Pleynet (1984-)
- René-Marcel de Nizerolles (1884-1960)
- Michel Pagel (1961-)
- Olivier Paquet (1973-)
- J.M.A. Paroutaud (1912-1978)
- Christophe Pauly (1964-)
- Gaston de Pawlowski (1874-1933)
- Alain Pelosato (1946-)
- Pierre Pelot (1945-)
- Ernest Pérochon (1885-1942)
- Jules Perrin (1862-1943)
- Lucie Pierrat-Pajot (1986-)
- Daniel Piret (1933-2020)
- Henry-Luc Planchat (1953-)
- Bruno Pochesci (1970-)
- Laurent Poujois (1964-)
- Martine Pouchain (1963-)
- Émilie Querbalec (1971-)
- Yann Quero (1966-)
- Jean de Quirielle (1880-1964)
- Peter Randa (1911-1979)
- Max-André Rayjean (1929-)
- Ada Rémy (1939-)
- Yves Rémy (1936-)
- Christine Renard (1929-1979)
- Maurice Renard (1875-1939)
- René Reouven (1925-2020)
- Timothée Rey (1967-)
- F. Richard-Bessière (1913- et 1923-2011)
- Feldrik Rivat (1978-)
- Albert Robida (1848-1926)
- Michael Roch (1987-)
- Thérèse Roche (1930-)
- Julien Roturier (1978-)
- François Rouiller (1956-)
- Laurine Roux (1978-)
- André-François Ruaud (1963-)
- Jacques Sadoul (1934-2013)
- Élodie Serrano {1989-)
- Gilles Servat (1945-)
- Léa Silhol (1967-)
- Floriane Soulas (1989-)
- Jacques Spitz (1896-1963)
- Kurt Steiner (1922-2016)
- Ketty Steward (1976-)
- Pierre Stolze (1952-)
- Daniel-Philippe de Sudres (1960-)
- Guillaume Suzanne (1981-)
- Jean-Pierre Tennevin (1922-)
- René Thévenin (1877-1967)
- Alexiane Thill (1993-)
- Gilles Thomas (1929-1985)
- Jean-Paul Török (1936-2017)
- Francis Valéry (1955-)
- Jacques Vallée (1939-)
- Tancrède Vallerey (1892-1974)
- Théo Varlet (1878-1938)
- Jules Verne (1828-1905)
- Michel Verne (1861-1925)
- Pierre Versins (1923-2001)
- Emmanuel Viau (1966-)
- Vladimir Volkoff (1932-2005)
- Antoine Volodine (1950-)
- Roland C. Wagner (1960-2012)
- Daniel Walther (1940-2018)
- Philippe Ward (1958-)
- Bernard Werber (1961-)
- Laurent Whale (1960-)
- Joëlle Wintrebert (1949-)
- Stefan Wul (1922-2003)

### Hongrie
- Theodor Hertzka (1845-1924)
- István Nemere (1944-2024)
- Jenő Rejtő (1905-1943)

### Irlande
- James William Barlow (1826-1913)
- Sarah Rees Brennan (1983-)
- Eoin Colfer (1965-)

### Italie
- Lino Aldani (1926-2009)
- Emilio De Rossignoli (1920-1984)
- Valerio Evangelisti (1952-2022)
- Ernesto Gastaldi (1934-)
- Antonio Ghislanzoni (1824-1893)
- Tommaso Landolfi (1908-1979)
- Primo Levi (1919-1987)
- Giovanni Mongini (1944-)
- Luigi Motta (1881-1955)
- Renato Pestriniero (1933-)
- Enrica Zunic'

### Pologne
- Jacek Dukaj (1974-)
- Adam Hollanek (1922-1998)
- Stanislas Lem (1921-2006)
- Władysław Umiński (pl) (1865-1954)
- Janusz A. Zajdel (1938-1985)
- Jerzy Żuławski (1874-1915)

### République tchèque
- František Běhounek (1898-1973)
- Karel Čapek (1890-1938)
- Jan Lukeš (1912-1977)
- Josef Nesvadba (1926-2005)
- Jan Weiss (1892-1972)

### Roumanie
- George Anania (1941-2013)
- Victor Anestin (1875-1918)
- Mircea Cărtărescu (1956-)
- Vladimir Colin (1921-1991)
- Michael Haulică (1955-)
- Rodica Ojog-Brașoveanu (1939-2002)

### Royaume-Uni
- Ben Aaronovitch (1964-)
- Edwin Abbott Abbott (1838-1926)
- Douglas Adams (1952-2001)
- Richard George Adams (1920-2016)
- Naomi Alderman (1974-)
- Brian Aldiss (1925-2017)
- Michael Arlen (1895-1956)
- Nina Allan (1966-)
- Martin Amis (1949-2023)
- James G. Ballard (1930-2009)
- Iain Banks (1954-2013)
- Stephen Baxter (1957-)
- Chris Beckett (1955-)
- Kevin Brooks (1959-)
- Eric Brown (1960-2023)
- John Brunner (1934-1995)
- Katharine Burdekin (1896-1963)
- John Christopher (1922-2012)
- Arthur C. Clarke (1917-2008)
- Irene Clyde (1869-1954)
- Jenny Colgan (1972-)
- David Guy Compton (1930-2023)
- Michael Coney (1932-2005)
- Storm Constantine (1956-2021)
- Edmund Cooper (1926-1982)
- Elizabeth Burgoyne Corbett (1846-1930)
- Richard Cowper (1926-2002)
- Stephen Deas (1968-)
- Joolz Denby (1955-)
- Terrance Dicks (1935-2019)
- Malcolm Edwards (1949-)
- Christopher Evans (1951-)
- Jenni Fagan (1977-)
- Stephen Fry (1957-)
- Neil Gaiman (1960-)
- Stella Gibbons (1902-1989)
- Charles Gilson (1878-1943)
- Alasdair Gray (1934-2019)
- Jon Courtenay Grimwood (1953-)
- Matt Haig (1975-)
- Peter F. Hamilton (1960-)
- Nick Harkaway (1972-)
- Dave Hutchinson (1960-)
- Aldous Huxley (1894-1963)
- P. D. James (1920-2014)
- Vincent King (1935-2000)
- David Langford (1953-)
- Tim Lebbon (1969-)
- Tanith Lee (1947-2015)
- Doris Lessing (1919-2013)
- Saci Lloyd (1967-)
- Ian R. MacLeod (1956-)
- Gemma Malley (1971-)
- Paul J. McAuley (1955-)
- China Miéville (1972-)
- Robert Duncan Milne (1844-1899)
- Michael Moorcock (1939-)
- George Orwell (1903-1950)
- Peter Phillips (1920-2012)
- Gareth L. Powell (1970-)
- Terry Pratchett (1948-2015)
- Christopher Priest (1943-2024)
- Alastair Reynolds (1966-)
- Adam Roberts (1965-)
- Keith Roberts (1935-2000)
- Eric Frank Russell (1905-1978)
- Sarban (1910-1989)
- Cavan Scott (1973-)
- Bob Shaw (1931-1996)
- Mary Shelley (1797-1851)
- Nevil Shute (1899-1960)
- Brian Stableford (1948-2024)
- Olaf Stapledon (1886-1950)
- Adrian Tchaikovsky (1972-)
- Emily Tesh
- Marcel Theroux (1968-)
- Tade Thompson
- Karen Traviss
- Edwin Charles Tubb (1919-2010)
- Jo Walton (1964-)
- Ian Watson (1943-)
- Catherine Webb (1986-)
- H. G. Wells (1866-1946)
- John Wyndham (1903-1969)

### Russie
- Grigori Adamov (1886-1945)
- Genrich Altshuller (1926-1998)
- Nikolaï Asseïev (1889-1963)
- Alexandre Beliaïev (1884-1942)
- Alexandre Bogdanov (1873-1928)
- Mikhaïl Boulgakov (1891-1940)
- Kir Boulitchev (1934-2003)
- Andreï Dyakov (1978-)
- Ivan Efremov (1908-1972)
- Alexeï Gastev (1882-1939)
- Dmitri Gloukhovski (1979-)
- Yaroslav Golovanov (1932-2003)
- Guennadi Gor (1907-1981)
- Daniil Harms (1905-1942)
- Alexeï Ivanov (1969-)
- Leonid Kaganov (1972-)
- Alexandre Kazantsev (1906-2002)
- Pavel Klouchantsev (1910-1999)
- Vladislav Krapivine (1938-2020)
- Olga Larionova (1935-)
- Julia Latynina (1966-)
- Sergueï Loukianenko (1968-)
- Vladimir Obroutchev (1863-1956)
- Ossip Senkovski (1800-1858)
- Andreï Siniavski (1925-1997)
- Arcadi et Boris Strougatski (1925-1991 et 1933-2012)
- Alexis Nikolaïevitch Tolstoï (1883-1945)
- Constantin Tsiolkovski (1857-1935)
- Ievgueni Zamiatine (1884-1937)
- Valentina Zhuravleva (1933-2004)

### Serbie
- Zoran Živković (1948-)

### Suède
- Ninni Holmqvist (1958-)
- Steve Sem-Sandberg (1958-)
- Karin Tidbeck (1977-)

### Suisse

#### Francophones
- Vincent Gessler (1976-)
- Georges Hoffmann (1894-1962)
- Rolf Kesselring (1941-2022)
- Lucas Moreno (1972-)
- Georges Panchard (1955-)
- Wildy Petoud (1957-)
- Odette Renaud-Vernet (1932-1993)
- François Rouiller (1956)
- Noëlle Roger (1874-1953)
- Laurence Suhner (1968-)
- Philippe Testa (1966-)
- Jean-François Thomas (1952-)

### Ukraine
- Vladimir Arenev (en) (1978-)
- Ołeksandr Berdnyk (1926-2003)
- Feodor Berezine (1960-)
- Marina (1968-) et Sergueï Diatchenko (ru) (1945-2022)
- Anatoli Dimarov (1922-2014)
- Yana Doubynianska (1975-)
- Oleksandr Irvanets (1961-)
- Volodymyr Iechkiliev (pl) (1965-)
- Andreï Kourkov (1961-)
- Jaroslav Melnik (1959-)
- Henry Lion Oldie (1963-) et (1963-)[pas clair]
- Mykola Roudenko (1920-2004)
- Halyna Pahoutiak (pl) (1958-)
- Volodymyr Ivanovytch Savtchenko (en) (1933-2005)
- Iouriy Chtcherbak (en) (1934-)
- Andriy Valentynov (en) (1958-)
- Volodymyr Vladko (1901-1974)
- Volodymyr Vynnytchenko (1880-1951)
- Iouriy Vynnytchouk (en) (1952-)

## Océanie

### Australie
- Max Barry (1973-)
- Russell Braddon (1921-1995)
- James Bradley (1967-)
- Claire Carmichael (1940-)
- A. Bertram Chandler (1912-1984)
- Erle Cox (1873-1950)
- Shane Dix (1960-)
- Greg Egan (1961-)
- Kerry Greenwood (1954-2025)
- Jay Kristoff (1973)
- Justine Larbalestier (1967)
- John Marsden (1950-2024)
- Andrew McGahan (1966-2019)
- Sean McMullen (1948-)
- Karen Miller (1961-)
- Garth Nix (1963-)
- Daniel O'Malley (1950-)
- Mary Patchett (1897-1989)
- Dale Spender (1943-2023)
- George Turner (en) (1916-1997)
- James Morgan Walsh (1897-1952)
- Sean Williams (1967-)

### Nouvelle-Zélande
- Tamsyn Muir (1985-)
- Matt Suddain
- Chad Taylor (1964-)
- Julius Vogel (1835-1899)